# Дельбоно, Флавио
Флавио Дельбоно (итал. Flavio Delbono; род. 17 сентября 1959) — итальянский экономист и политик, мэр Болоньи (2009—2010).

## Биография
Сын Альдо Дельбоно — гражданского активиста и члена Итальянской конфедерации профсоюзов трудящихся. После лицея поступил на факультет экономики и коммерции Пармского университета, который окончил в 1982 году. В 1983 году переехал в Болонью. Работал над докторской степенью в Сиенском университете в 1987 году и в 1988 — в Оксфордском, где сотрудничал с будущим Нобелевским лауреатом Амартией Сеном, специализируясь на проблемах бедности, неравенства, функционирования рынков и государственных предприятий. С 1987 года — преподаватель болонского отделения Университета Джонса Хопкинса. В 1992 году получил кафедру политической экономии Болонского университета.
С 1995 по 1999 год занимал должность асессора по бюджету в городской администрации Болоньи. В 2000 году губернатор Эмилии-Романьи Васко Эррани назначил Дельбоно асессором по финансам и информационным системам региональной администрации, в 2003 году стал вице-губернатором. В 2005 году вновь назначен вице-губернатором Эмилии-Романьи, а также асессором по финансам и европейским делам. В 2008 году возглавил Генеральную ассамблею пятнадцати европейских регионов, наиболее заинтересованных в экономическом развитии и инвестициях в рынок труда.
Победив в предварительных выборах Демократической партии, 21 июня 2009 года победил на выборах мэра Болоньи, получив более 60 % голосов и оставив не у дел кандидата правоцентристов Альфредо Кадзолу.
25 января 2010 года объявил коммунальному совету об отставке ввиду начавшегося расследования его незаконных действий в должности вице-губернатора и 17 февраля оставил должность мэра.
Обвинение состояло в растрате 21 тысячи евро из представительских расходов, потраченных Дельбоно на личные цели в период близкой связи со своей секретаршей Чинцией Кракки.
В общей сложности против Дельбоно были выдвинуты четыре обвинения: хищение и мошенничество при отягчающих обстоятельствах по факту поездок за границу вместе с подругой на средства региона (осуждён на 19 месяцев и 10 дней), злоупотребление властью по факту увольнения с должности Чинции Кракки после того, как она порвала с ним отношения (оправдан), коррупция по факту получения авиабилетов для Дельбоно и Кракки стоимостью по 186 евро от некого предпринимателя (оправдан), коррупция по факту уплаты консультантом по информатике и другом Дельбоно Мирко Дивани 600 евро в месяц Чинции Кракки вплоть до сентября 2006 года — предположительно в обмен на государственные подряды (дело отправлено в архив в феврале 2014 года, после чего пресса пришла к выводу об окончательном исчерпании «Чинциягейта», как журналисты назвали этот скандал).
В конце 2016 года оправдан в уголовном процессе, но в мае 2017 года в гражданском процессе приговорён вместе с семью бывшими сотрудниками своей администрации к уплате в равных долях около 1 800 000 евро компании регионального общественного транспорта TPER.

## Труды
- Экономика туризма (в соавторстве с Джанлукой Фиорентини) (Economia del turismo (con Gianluca Fiorentini). Carrocci, 1987).
- Инновационная деятельность и олигополистические рынки. Перспектива индустриальной организации (Attività innovativa e mercati oligopolistici. Una prospettiva di organizzazione industriale. Bologna, Il Mulino, 1990.
- Заметки о макроэкономическом анализе (в соавторстве с Винченцо Дениколо) (Appunti di analisi macroeconomica (con Vincenzo Denicolò). CLUEB, 1996).
- Микроэкономика (в соавторстве со Стефано Дзаманьи) (Microeconomia (con Stefano Zamagni). Bologna, Il Mulino, 1999).
- Бедность — в чём причина? Источники, возможности, способности (в соавторстве с Диего Ланци) (Povertà, di che cosa? Risorse, opportunità, capacità (con Diego Lanzi). Bologna, Il Mulino, 2007).
- Кризис. Кто виноват? (La crisi. Di chi è la colpa? Editore: libreriauniversitaria.it, 2012).
- Пирамида власти. Неравенство и экономический кризис (La piramide del potere. Diseguaglianza e crisi economiche, Compositori Ed., Bologna, 2013).